# 1237년
1237년은 목요일로 시작하는 평년이다.

## 연호
- 남송(南宋) 가희(嘉熙) 원년
- 일본(日本) 가테이(嘉禎) 3년
- 쩐 왕조(陳朝) 티엔응찐빈(天應政平) 6년

## 기년
- 남송(南宋) 이종(理宗) 13년
- 고려(高麗) 고종(高宗) 24년
- 몽골 오고타이 칸 9년
- 쩐 왕조(陳朝) 태종(太宗) 13년

## 사건
- 희종, 강화도 법천정사에서 세상을 떠남. 방년 57세, 향년 56세.

## 사망
- 고려(高麗)의 21대 국왕(國王) 희종(熙宗)
- 고려(高麗)의 왕비(王妃) 정순왕후(靜順王后)
- 고려(高麗)의 무신(武臣) 이연년(李延年)